# Leonhard Tauscher
Leonhard Tauscher (* 15. Juni 1840 in Regensburg; † 16. Dezember 1914 in Stuttgart) war ein deutscher sozialdemokratischer Politiker.

Leonhard Tauscher (1910)

## Leben
Leonhard Tauscher war der Sohn eines Schuhmachermeisters. Er besuchte das Gymnasium (bis 1854) und absolvierte danach eine Ausbildung als Schriftsetzer und war seit 1865 Besitzer einer Druckerei in Augsburg. Im Jahr 1865 schloss sich Tauscher dem Allgemeinen Deutschen Arbeiterverein an. Er wurde 1868 Präsident der parteinahen Gewerkschaft Allgemeine Deutsche Manufakturarbeiterschaft. Bei der Wahl zum deutschen Zollparlament 1868, sollte Tauscher als Ersatzmann für Karl Barth kandidieren. Im Jahr 1869 war er einer der maßgeblichen Mitbegründer der ADAV Gemeinde in München und legte damit den Grundstock für die Entstehung einer sozialdemokratischen Bewegung in der bayerischen Hauptstadt.
Am 4. Juli 1869 wird die Allgemeine Sozialdemokratische Partei in Bayern gegründet. Tauscher war u. a. Delegierter von Ansbach. Es wurde beschlossen: „daß die Lösung der sozialen Frage nur durch die arbeitende Klasse selbst bewirkt werden kann und muß. (…) Die Mitglieder derselben bekennen sich zu den von der Internationalen proklamierten Grundsätzen und verpflichten sich, dieselben durch Wort, Schrift und Tat in allen Schichten der Bevölkerung zur Geltung und Anerkennung zu bringen“. Tauscher gehörte mit Carl Wilhelm Tölcke noch den Kräften im ADAV an, die den Gründungskongress der Sozialdemokratischen Arbeiterpartei (SDAP) 1869 sprengen wollten. Aber Ende 1869 geriet Tauscher in Konflikt mit Johann Baptist von Schweitzer.
Auf dem Stuttgarter Parteitag der SDAP vom 4. bis 7. Juli 1870 vertrat er Augsburg. Im Juli–August 1870 war Tauscher wegen „Beleidigung der bewaffneten Macht“ in Haft. Er wurde Redakteur des Zentralorgans Der Proletarier. Er nahm an den Kongressen der SDAP 1871 und 1874 teil. Auf dem Coburger Kongress 1874 verlangte Tauscher die Entfernung der These Lassalles von den „Produktivgenossenschaften mit Staatshülfe“. Von 1876 bis 1878 er Redakteur der Zeitung Volkswille und von 1875 bis 1880 technischer Leiter der „Genossenschaftsdruckerei Augsburg“. Vom 20. bis 23. August 1880 tagte auf Schloss Wyden in der Schweiz ein illegaler Kongress der SPD. Tauscher war einer der Delegierten. Während des Sozialistengesetzes wurde er zum Leiter der „Züricher Genossenschaftsdruckerei“ berufen. Von 1880 bis 1888 in Zürich und danach bis 1890 in London. Wegen seiner großen Nase erhielt Tauscher den Spitznamen Naso. Neben ihm wurden am 18. April 1888 Julius Motteler, Eduard Bernstein und Hermann Schlüter auf Druck der deutschen Regierung aus Zürich gewiesen. In der Genossenschaftsdruckerei wurde Der Sozialdemokrat gedruckt und mit der sogenannten „Roten Feldpost“ illegal im Deutschen Reich verbreitet. In London lernte Tauscher Friedrich Engels persönlich kennen, wie aus seinen ‚Erinnerungen‘ und aus einem Brief von Engels hervorgeht.
Nach dem Ende des Sozialistengesetzes arbeitete er als Korrektor im J.H.W. Dietz Verlag in Stuttgart und war zwischen 1893 und 1903 auch Redakteur der Schwäbischen Tagwacht. Wegen religionskritischer Äußerungen wurde er in den 1890er Jahren zu neun Monaten Haft verurteilt. An den Parteitagen der SPD 1898 und 1899 nahm er als Delegierter teil. In Hannover 1899 trat er gegen die Argumente Bernsteins für einen Revisionismus auf.
Tauscher war zwischen 1906 und 1914 Mitglied des Gemeinderates in Stuttgart. In den Jahren 1900 bis 1914 gehörte er dem Landtag von Württemberg an. Als Alterspräsident des Landtages sprach er sich mehrfach gegen die Kriegsvorbereitungen aus.

## Werke
- Ein Mahnruf an meine Brüder in Stadt und Land, in der Blouse wie im blauen Königsrocke. Druck von Jos. Rackl, Augsburg 1880
- Erinnerungen aus der sozialistengesetzlichen Zeit. In: Illustrierter Neue-Welt-Kalender für das Jahr 1912. Hamburg 1912, S. 39–42